# Округ Дул (Небраска)
Дул (енгл. Deuel County) је округ у америчкој савезној држави Небраска.

## Демографија
По попису из 2010. године број становника је 1.941, што је 157 (-7,5%) становника мање него 2000. године.
| Група             | 2000.         | 2010.         |
| Белци             | 2.014 (96,0%) | 1.839 (94,7%) |
| Афроамериканци    | 1 (0,0%)      | 1 (0,1%)      |
| Азијати           | 8 (0,4%)      | 5 (0,3%)      |
| Хиспаноамериканци | 57 (2,7%)     | 75 (3,9%)     |
| Укупно            | 2.098         | 1.941         |